# ゆずのね 1997-2007
『ゆずのね 1997-2007』は、日本のフォークデュオゆずの2枚目のベストアルバムである。2007年10月3日に発売。

## 解説
デビュー10周年を記念し、これまで発売した楽曲全ての中から、メンバー自ら収録曲を選曲したベスト盤となり全31曲2枚組である。また、これまでネット配信のみだった「今夜君を迎えに行くよ」や、配信が終了し入手が困難となっていた「アゲイン」が正式にCD化されることが決定した。前回のベスト『Going』『Home』とは重複する曲が一切無いように構成されており、選曲そのものは全てアルバムの人気曲からセレクトされたファン向けの内容となっている。よって本作には正式にCD化される未発表2曲を除けば「ベストアルバム」という形式であるが、シングル曲は収録されていない。なお、当初は初回限定盤3800円、通常盤3500円と発表されていたが、後に変更されている。ジャケットは10年間に発売した10枚のオリジナルアルバムのジャケットが木に生っているというもので、左部分にはひらがなで「ゆず」、根っこの部分には「YUZU」の隠し文字が確認できる。
スペシャルBOX仕様の初回限定盤には、DVDの他にゆずの2人による楽曲セルフライナーノーツ付。

## 収録曲

### Disc1 -根-
1. てっぺん (3:49)
初出：『ゆずの素』（1997年10月25日）
『ゆずの素』収録時にはカットされていた、演奏前のMCの様子が収録されている。
2. 連呼 (3:53)
初出：『ゆずの素』（1997年10月25日）
3. ところで (2:08)
初出：『ゆずマン』（1998年2月21日）
4. 〜風まかせ〜 (4:10)
初出：『ゆずマン』（1998年2月21日）
5. シュビドゥバー (5:14)
初出：『ゆずマン』（1998年2月21日）
6. 心の音 (5:21)
初出：『ゆず一家』（1998年7月23日）
7. 四時五分 (2:32)
初出：『ゆず一家』（1998年7月23日）
8. ねこじゃらし (4:07)
初出：『ゆず一家』（1998年7月23日）
9. 境界線 (5:22)
初出：『ゆず一家』（1998年7月23日）
今回の収録にあたり、PVが製作された。
10. 傍観者 (3:58)
初出：『ゆずえん』（1999年10月14日）
11. 灰皿の上から (5:19)
初出：『ゆずえん』（1999年10月14日）
12. 悲しみの傘 (4:44)
初出：『ゆずえん』（1999年10月14日）
13. 向日葵ガ咲ク時 (4:42)
初出：『ゆずマンの夏』（2000年7月12日）
14. 日だまりにて (3:26)
初出：『トビラ』（2000年11月1日）
15. 幸せの扉 (4:25)
初出：『トビラ』（2000年11月1日）
「トビラ」に収録されていたドアを開く音が省略されている。
16. 空模様 (4:51)
初出：『ゆずの素』（1997年10月25日）
『ゆずの素』収録時にはカットされていた「最後の曲です空模様」という演奏前のMCの様子が収録されている。

### Disc2 -音-
1. アゲイン (3:29)
シングル「アゲイン2」の原曲。2002年TOKYO FMラジアンリミテッド「FIGHTING! FRESHERS!」キャンペーンソン グ。
2. もうすぐ30才 (4:13)
初出：『リボン』（2006年1月18日）
3. 旅立ちのナンバー (4:06)
初出：『すみれ』（2003年3月19日）
4. カナブン (3:48)
初出：『ユズモア』（2002年3月6日）
5. 君は東京 (3:26)
初出：『すみれ』（2003年3月19日）
6. 言えずの♥アイ・ライク・ユー (4:57)
初出：『すみれ』（2003年3月19日）
7. 夕立ち (4:25)
初出：『リボン』（2006年1月18日）
8. 命果てるまで (4:09)
初出：『1 〜ONE〜』（2004年9月15日）
白鳥同様、北川の祖母や身近な人が亡くなることが多かった時期に作られた曲らしく、岩沢曰く、「ジェット機のボーカル、宮田ジェットさんだけ呼ばなかったのを今でも気にしていて、また、バーンっとしめる直前の空白のところを聴くとドラムの川西ジェットさんの呼吸も聞こえる。」とのこと。
9. ぼくの漫画の主人公 (3:09)
初出：『ユズモア』（2002年3月6日）
『ズッコケ三人組』公式サポーターソング
10. ダスキング (3:41)
初出：『ユズモア』（2002年3月6日）
11. 今夜君を迎えに行くよ (4:36)
クリスマスソング。2005年のクリスマスシーズンに発売されたネット予約限定DVDシングル。予約販売時期は同年11月20日～12月7日という2週間ほどしかなかったにもかかわらず、予約が殺到し、一時的にサーバーに繋がり難くなっていたこともあった。その後、限定シングル扱いでDVD予約終了日12月7日よりiTunes Storeのみで販売が続けられていたが、本作で初のCD化となる。
12. しんしん (5:50)
初出：『リボン』（2006年1月18日）
13. ウソっぱち (3:43)
初出：『1 〜ONE〜』（2004年9月15日）
14. 無力 (5:30)
初出：『ユズモア』（2002年3月6日）
15. リアル (5:03)
初出：『リボン』（2006年1月18日）

### 初回限定版DVD
1. ゆずのえ？〜ぼくらの10年観〜
ナレーション・関根勤
2. 10周年クリップ「境界線」
過去の映像等から構成されている